# Supernatural (9.ª temporada)
A nona temporada de Supernatural, uma série de televisão americana de fantasia e terror criada por Eric Kripke, foi ordenada pela The CW em 11 de fevereiro de 2013, estreou em 8 de outubro de 2013 e terminou em 20 de maio de 2014, sendo composta por 23 episódios. A temporada foi produzida pela Warner Bros. Television e Wonderland Sound and Vision, com Jeremy Carver como showrunner, sendo essa a segunda temporada no comando dele. A temporada foi ao ar na temporada de transmissão de 2013-14 às noites de terça-feira às 21h00, horário do leste dos EUA.
Esta temporada marca o retorno de Misha Collins ao elenco principal da série. Collins se juntou ao elenco principal na quinta temporada e permaneceu até a sexta, quando passou a ter aparições esporádicas nas temporadas sete e oito. Nessas aparições, ele foi creditado como Convidado Especial.
Esta temporada contou com um episódio piloto para uma possível série de televisão spin-off chamada Supernatural: Bloodlines, estrelada por Lucien Laviscount, Nathaniel Buzolic, Danielle Savre, Melissa Roxburgh, Sean Faris e Stephen Martines. Mais tarde, o spin-off acabou não sendo selecionado para seguir em frente como uma série própria.
A nona temporada estrela Jared Padalecki como Sam Winchester, Jensen Ackles como Dean Winchester e Misha Collins como Castiel.
A temporada terminou com uma audiência média de 2.81 milhões de espectadores e ficou classificada em 141.º lugar na audiência total e classificada em 108.º no grupo demográfico de 18 a 49 anos.

## Enredo
A nona temporada da começa com as consequências dos anjos do céu caindo na Terra. Sam e Dean de repente se encontram vivendo em um mundo que agora é habitado por milhares de seres poderosos e angelicais, alguns dos quais os querem mortos. Os irmãos então embarcam em uma jornada para reabrir os portões do céu. Enquanto isso, Castiel luta para sobreviver sem seus poderes e embarca em uma vida de humano; Crowley, o Rei do Inferno, é sequestrado por Dean a fim de encontrar demônios na Terra; e Abaddon reaparece com planos de assumir o inferno de uma vez por todas.

## Elenco e personagens
| - Jared Padalecki como Sam Winchester - Jensen Ackles como Dean Winchester - Misha Collins como Castiel | - DJ Qualls como Garth Fitzgerald IV - Jim Beaver como Bobby Singer - Leslie Jordan como a voz de Yorkie - Nicole "Snooki" Polizzi como ela mesma/demônio |

### Participações
- Mark Sheppard como Crowley
- Tahmoh Penikett como Gadreel
- Alaina Huffman como Abaddon
- Curtis Armstrong como Metatron
- Osric Chau como Kevin Tran
- Erica Carroll como Hannah
- Adam Harrington como Bartolomeu
- Kim Rhodes como Jody Mills
- Danielle Kremeniuk como Ingrid
- A. J. Buckley como Ed Zeddmore
- Briana Buckmaster como Donna Hanscum
- Felicia Day como Charlie Bradbury
- Lindsey McKeon como Tessa
- Gil McKinney como Henry Winchester
- Timothy Omundson como Cain
- Julian Richings como Morte
- Richard Speight Jr. como Gabriel
- Lauren Tom como Linda Tran
- Travis Wester como Harry Spangler
- Katherine Ramdeen como Alex Jones

Notas
1. ↑  Collins só é creditado nos episódios em que ele aparece.

## Episódios
| N.º na série | N.º na temp. | Título                           | Dirigido por        | Escrito por                        | Exibição original       | Cód. de produção | Audiência (milhões) |
| --- | ------------ | -------------------------------- | ------------------- | ---------------------------------- | ----------------------- | ---------------- | ------------------- |
| 173 | 1            | "I Think I'm Gonna Like It Here" | John Showalter      | Jeremy Carver                      | 8 de outubro de 2013    | 4X5052           | 2.59                |
| Sam está morrendo após os eventos temporada anterior. Ele sonha que está falando com seu irmão Dean, que está tentando convencê-lo a lutar para viver, e seu falecido amigo Bobby Singer, que está tentando convencê-lo a deixar ir e morrer. Sam decide seguir o conselho de "Bobby" e cruza-se com o própria Morte novamente. Morte explica que ele veio para pagar a Sam a honra de colhê-lo pessoalmente, e Sam concorda em ir com ele, desde que sua morte seja permanente desta vez na tentativa de evitar o sofrimento e a morte que suas e ressurreições de Dean causaram no passado. Enquanto isso, o anjo Castiel foi transformado em humano. Ele encontra outro anjo, que é revelado mais tarde tendo planos de possuí-lo, já que o corpo que ela está agora está se deteriorando devido à sua incapacidade de contê-la. Castiel a mata para impedir sua ameaça de revelar sua localização a outros anjos, que procuram vingança sobre ele por trancá-los no Céu. Sem saber isso, um Dean cada vez mais desesperado reza aos anjos por ajuda para salvar a vida de Sam; isso faz com que eles venham atacar Dean. No entanto, um anjo, Ezequiel, veio responder às orações de Dean. Devido ao grande dano causado no corpo de Sam, ele descobre que ele é incapaz de curar Sam com um toque que os anjos normalmente podem. Como ele foi ferido na queda do Céu, ele sugere que ele possui Sam para que ele possa curá-lo por dentro enquanto ao mesmo tempo se cura. Dean concorda com isso, e Ezekiel assume a forma de Dean para falar com Sam na cabeça, usando a aparência de Dean e palavras ambíguas para enganar Sam em deixar Ezequiel possuí-lo. Com o acordo de Dean, Ezekiel apaga a lembrança de Sam do evento e permanece escondido em Sam enquanto o cura secretamente. |              |                                  |                     |                                    |                         |                  |                     |
| 174 | 2            | "Devil May Care"                 | Guy Norman Bee      | Andrew Dabb                        | 15 de outubro de 2013   | 4X5051           | 2.33                |
| Sam e Dean levam o cativo Rei do Inferno Crowley para o bunker dos Homens das Letras para tentar obter as posições de todos os demônios na Terra dele. Enquanto isso, sua rival demoníaca Abaddon começa um movimento para assumir o Inferno. Com a ajuda de três demônios que levam soldados como anfitriões, Abaddon captura dois caçadores e os usa para atrair Sam e Dean em uma armadilha em Eugene, Oregon. Ezequiel rapidamente toma o controle de Sam e mata os três demônios, fazendo Abaddon fugir. Sam continua a ignorar sua posse, visto que Ezequiel fez parecer que Dean matou os demônios. O aliado profeta dos Winchester, Kevin Tran procura uma maneira de reverter o feitiço de Metatron e matar Abaddon. Ele enfrenta Crowley, que alega que a mãe de Kevin, Linda, não está morta. Kevin tenta sair do bunker para procurar sua mãe, mas Dean o convence a não ir avisando que, mesmo se ela está viva, ela está morta em todos os aspectos que importa. |              |                                  |                     |                                    |                         |                  |                     |
| 175 | 3            | "I'm No Angel"                   | Kevin Hooks         | Brad Buckner & Eugenie Ross-Leming | 22 de outubro de 2013   | 4X5053           | 2.34                |
| Uma facção de anjo liderada por Bartolomeu usa um pregador de Internet para encorajar as pessoas devotas a concordarem em ser possuídas pela multidão de anjos caídos agora vagando pela terra. Bartolomeu também está ativamente caçando Castiel, que está fora por conta própria e lutando para encontrar qualquer abrigo estável e alimentos. Cada vez mais desesperado, Castiel s encontra com April Kelly, que lhe oferece comida, o leva para sua casa, e tende para ele, os levando a fazer sexo. Na manhã seguinte, no entanto, April se revel ser um ceifeiro contratado por Bartolomeu para encontrá-lo. Depois de torturar Castiel para obter informações sobre Metatron, ela o mata quando Sam e Dean chegam para resgatá-lo. Dean a mata em vingança e Ezekiel ressuscita Castiel, mentindo aos outros dizendo que ele tinha enganado April em ressuscitar Castiel antes que ele a matou. Castiel está aliviado por finalmente ter um lugar para ficar no bunker com seus amigos, mas Ezekiel, temendo que Castiel atraia anjos irritados para eles, força Dean a mandar Castiel sair. |              |                                  |                     |                                    |                         |                  |                     |
| 176 | 4            | "Slumber Party"                  | Robert Singer       | Robbie Thompson                    | 29 de outubro de 2013   | 4X5054           | 2.19                |
| Em 1935, a caçadora Dorothy de The Wizard of Oz captura a Bruxa Má do Oeste e a traz para o bunker dos Homens das Letras. Incapaz de encontrar uma maneira de matá-la, Dorothy se aprisiona junto com a bruxa dentro de um frasco. No presente, Sam e Dean descobrem que a tabela de mapas do bunker está conectada a um computador antigo. Eles chamam sua amiga de tecnologia Charlie Bradbury na esperança de que ela possa reconectar o computador para rastrear os anjos caídos, mas enquanto eles estão na sala contendo o computador, Dean acidentalmente liberta Dorothy e a Bruxa. Os quatro caçadores trabalham juntos para parar o plano da Bruxa de usar uma chave para a Terra de Oz em algum lugar no bunker para trazer seus servos em Oz para o mundo humano. Dean reconhece a chave de sua classificação através de artefatos do bunker, mas a Bruxa tira proveito de seu conhecimento para roubá-la para si mesma e começar a abrir a porta para Oz. A bruxa mata Charlie, mas Dean força Ezequiel a trazê-la de volta, ainda escondendo tudo de Sam. Ela coloca Sam e Dean sob seu controle para encontrar as meninas e matá-los. Charlie descobre que os livros de Oz manteve pistas do Homem de Letras L. Frank Baum a Dorothy—sua filha—sobre como derrotar a Bruxa. Depois que Charlie apunhala a Bruxa até a morte usando o salto-alto das sapatilhas de rubi—libertando Sam e Dean do controle da Bruxa—Dorothy usa a chave para retornar a Oz e livrá-la das forças do mal. Charlie a aceita em seu convite para ir com ela, já que ela tem desejado aventuras fantásticas desse tipo desde que ela se tornou uma caçadora. |              |                                  |                     |                                    |                         |                  |                     |
| 177 | 5            | "Dog Dean Afternoon"             | Tim Andrew          | Eric Charmelo & Nicole Snyder      | 5 de novembro de 2013   | 4X5056           | 2.15                |
| Um taxidermista em Enid, Oklahoma, é constrangido à morte por um homem com traços de cobra, e um trabalhador de abrigo é morto pelo mesmo homem, mas agora com traços de gato depois de comer um gato inteiro. Sam e Dean investigam e encontram o cão do taxidermista, O Coronel, que testemunhou ambos os assassinatos. Dean lança um feitiço que lhe permite se comunicar com animais, mas faz com que ele adote traços parecidos com os de um cão. Eles questionam o Coronel e vários outros animais, descobrindo que o assassino é um homem chamado Chef Leo que está usando o xamanismo para assumir os traços de vários animais comendo-os. O Chef Leo ataca e mortifica Sam, mas Sam rapidamente se recupera devido a Ezequiel o curando. O Chef Leo testemunha isso e captura Sam. Chef Leo tem tentado encontrar uma maneira de curar seu câncer, ganhando as habilidades de diferentes animais, e agora ele espera adquirir o poder de cura de Sam comendo-o. Dean chama um bando de cachorros que atacam Chef Leo até a morte. Dean leva o Coronel para uma nova casa com proprietários amorosos e o feitiço desaparece, retornando Dean ao normal. |              |                                  |                     |                                    |                         |                  |                     |
| 178 | 6            | "Heaven Can't Wait"              | Rob Spera           | Robert Berens                      | 12 de novembro de 2013  | 4X5057           | 2.36                |
| Quatro pessoas misteriosamente explodem em Rexburg, Idaho, onde Castiel está trabalhando como um associado de vendas em um posto de gasolina. Ele chama Dean, que deixa Sam e Kevin no bunker fazendo pesquisa, para investigar com Castiel. Eles visitam a cena do crime da mais nova vítima, e Castiel reconhece isso como o trabalho de um Rit Zien, uma classe de curandeiros que são capazes de misericórdia matar com misericórdia anjos mortalmente feridos. Incapaz de diferenciar entre as dores temporárias e permanentes dos seres humanos, o Rit Zien foi matar aqueles que sofrem de qualquer angústia. Castiel sai da investigação para ir à casa de sua chefe, pensando que ela pediu para um encontro, mas descobre que ela realmente queria que ele cuide da filha. Lá, Castiel é atacado pelo anjo Rit Zien, Ephraim, que ouviu sua dor interior e está lá para matá-lo. Com a ajuda de Dean, Castiel mata o Rit Zien. Dean deixa Castiel para sua vida normal. No bunker, Kevin só é capaz de traduzir a tábua dos anjos em uma forma obscura de cuneiforme. Sam e Kevin fazem um acordo com Crowley: em troca de permitir que ele entre em contato com Abaddon com um feitiço de sangue, ele vai traduzir a tábua para eles. Depois de se comunicar com Abaddon e fazer com que ela diga que ela tomou o controle do Inferno e está matando todos os seus seguidores para remover sua influência, um Crowley subjugado traduz a tábua para Sam e Kevin e diz-lhes que o feitiço de Metatron é irreversível. Mais tarde, Sam pega Crowley se injetando com o sangue de Kevin por uma razão desconhecida. |              |                                  |                     |                                    |                         |                  |                     |
| 179 | 7            | "Bad Boys"                       | Kevin Parks         | Adam Glass                         | 19 de novembro de 2013  | 4X5055           | 2.01                |
| Dean recebe um telefonema de Sonny, um velho amigo que trabalha num lar para meninos delinquentes em Hurleyville, Nova York, pedindo a sua ajuda quando um homem é misteriosamente morto na escola. Sam descobre que Dean passou dois meses na escola em 1995 depois que ele foi pego roubando comida. É mostrado atráves de flashbacks que, em vez de ser um momento difícil para Dean, ele gostou e floresceu, ao longo do caminho tendo seu primeiro romance com uma garota chamada Robin. Na noite de uma dança escolar, o pai de Dean voltou para levá-lo para casa e, apesar da oferta de Sonny para deixá-lo ficar permanentemente, Dean escolhe sair para se reunir com Sam. No presente, Dean se encontra com Robin novamente, embora ela inicialmente finge não reconhecê-lo por mágoa que ele a tinha abandonado sem dizer nada naquela época. Eles eventualmente consertam as coisas. Sam e Dean vão para a casa, onde falam com um menino chamado Timmy, cuja mãe é um fantasma que tem protegido ele de ameaças. Ela tenta matar Sam, Dean e Robin, mas é impedida por Timmy com o encorajamento de Dean. Timmy diz a sua mãe para seguir em frente e ela ouve seu filho, retornando ao seu eu normal enquanto desaparece. |              |                                  |                     |                                    |                         |                  |                     |
| 180 | 8            | "Rock and a Hard Place"          | John MacCarthy      | Jenny Klein                        | 26 de novembro de 2013  | 4X5058           | 2.39                |
| Suspeitando que os misteriosos desaparecimentos que ela está investigando em Hartford, Dakota do Sul, estão ligados ao sobrenatural devido a relatórios incomuns que ela está recebendo, a xerife Jody Mills chama Sam e Dean para ajudá-la com o caso. Sam e Dean percebem que todas as vítimas pertencem ao mesmo grupo de castidade da igreja e então vão disfarçados como novos membros para continuarem a investigar. Dean descobre que a conselheira do grupo, Suzy Lee, é uma de suas estrelas pornô favoritas; infeliz com sua velha vida, ela saiu da indústria pornô e está tentando transformar uma nova folha. Cortejando-a com sua admiração genuína por ela e seu trabalho, ele a seduz ao mesmo tempo que Sam e Sheriff Mills percebem que as pessoas tomadas são membros do grupo de castidade que quebraram seus votos de castidade. Antes que Sam e Sheriff Mills possam chegar até eles, Dean e Suzy são sequestrados e presos em um antigo abrigo onde o resto das vítimas está sendo mantido (exceto uma que já foi levada). Dean consegue chamar Sam e, embora a chamada termine rapidamente, o som de um apito de trem no fundo chama Sam e Sheriff Mills para a localização de Dean. Eles também deduzem que eles estão lidando com a deusa Vesta, que tem pousado como um membro do grupo de castidade para selecionar suas vítimas. Sheriff Mills consegue matar Vesta e ela, Sam e Dean (que se liberta do confinamento) resgatam as vítimas sobreviventes. No entanto, Sam permanece perturbado pelas palavras de Vesta sobre ele mal ser mantido vivo. Vendo a angústia de seu irmão, Dean está prestes a dizer-lhe a verdade, mas Ezequiel ressurge e adverte que não. |              |                                  |                     |                                    |                         |                  |                     |
| 181 | 9            | "Holy Terror"                    | Thomas J. Wright    | Brad Buckner & Eugenie Ross-Leming | 3 de dezembro de 2013   | 4X5059           | 2.42                |
| Uma guerra civil começa entre os anjos que trabalham para Bartolomeu e os anjos que trabalham para Malaquias, um anarquista, ambos os quais querem governar os anjos caídos, que terminará em desastre. Sam e Dean inicialmente investigam com Castiel, mas Ezekiel faz Dean mandar Castiel para longe. Desesperado, Castiel pede ajuda e é recebido por um anjo chamado Muriel que é neutro na guerra. Castiel convence-a a ouvi-lo e ela explica o que ela sabe, mas eles são capturados por Malachi e outro anjo chamado Theo que estavam rastreando Muriel. Malachi tortura Castiel para obter informações sobre Metatron, matando Muriel para tentar forçá-lo a dizer-lhe o que ele sabe. Ele revela que muitos anjos morreram na queda do Céu, incluindo Ezequiel. Malachi deixa Castiel sozinho com Theo para ser torturado. Castiel engana Theo para libertá-lo, então rouba sua graça, transformando-o de volta em um anjo e pelo menos parcialmente restaurando seus poderes. Depois de escapar, Castiel chama Dean para avisá-lo sobre "Ezequiel". Ao mesmo tempo, Metatron se encontra com "Ezequiel", que é revelado ser na verdade Gadreel, o guardião do Jardim do Éden, até que deixou entrar Lúcifer e caiu em desgraça aos olhos da Hoste Celestial. Ele foi preso na masmorra do Céu por não parar Lucifer e só foi liberado pela Queda. Metatron, tendo crescido entediado com seu governo solitário do Céu, propõe trabalhar juntos para restaurar o Céu com os anjos que eles gostam. Gadreel inicialmente é relutante, mas concorda e recebe ordens de Metatron para matar Kevin para provar sua fidelidade. Depois de saber a verdade por Castiel, Dean usa um sigilo para expulsar Gadreel para que ele possa dizer a Sam a verdade, mas "Sam" bate nele e se revela realmente Gadreel, tendo alterado o sigilo para que eles falhassem, e fingiu ser Sam. Gadreel mata Kevin e sai, levando consigo as tábuas dos anjos e a dos demônios, mas deixa Dean vivo para chorar a perda de Kevin e Sam. |              |                                  |                     |                                    |                         |                  |                     |
| 182 | 10           | "Road Trip"                      | Robert Singer       | Andrew Dabb                        | 14 de janeiro de 2014   | 4X5060           | 2.21                |
| Metatron ordena a Gadreel realizar mais dois assassinatos, incluindo um velho amigo de Gadreel. Embora Gadreel hesite em matar seu amigo, ele faz isso no final. De volta ao bunker, Castiel informa a Dean que Crowley pode ignorar o anjo e ajudá-los a falar diretamente com Sam, que pode então expulsar Gadreel. Depois de encontrar e capturar Gadreel, ele se mostra imune aos métodos de tortura de Crowley, então Dean relutantemente concorda em permitir que Crowley possua Sam para se comunicar diretamente com ele. Com o encorajamento de Crowley, Sam consegue expulsar Gadreel que retoma seu antigo receptáculo para continuar seu trabalho para Metatron. Abaddon, tendo rastreado eles, chega e Crowley fica para trás para segurá-la enquanto Sam, Dean e Castiel escapam. Crowley diz a Abaddon que, em vez da sangrenta batalha entre os dois que ela estava antecipando, eles estão no meio de uma "campanha" para conquistar os corações de seus súditos demoníacos para governar o Inferno. Ele então sai antes que Abaddon possa atacá-lo. Enquanto isso, descobre-se que Gadreel restaurou o suficiente da saúde de Sam e que Castiel pode assumir a cura-lo através de meios convencionais. Dean diz Sam que ele vai caçar Gadreel sozinho como ele acredita que ele faz muito dano para aqueles ao seu redor. Machucado pelo truque de Dean, Sam diz a ele que Gadreel não é seu problema. |              |                                  |                     |                                    |                         |                  |                     |
| 183 | 11           | "First Born"                     | John Badham         | Robbie Thompson                    | 21 de janeiro de 2014   | 4X5060           | 2.65                |
| Crowley se aproxima de Dean para ajudar ele a encontrar a primeira lâmina, a única arma conhecida que pode matar Abaddon, um Cavaleiro do Inferno. Seguindo as pistas, Dean e Crowley descobrem que o pai de Dean tinha trabalhado uma vez com um caçador chamado Tara que passou anos procurando pelo Espada. Encontrando Tara, eles lançaram um feitiço localizador que ela encontrou que os leva ao demônio "aposentado" Caim, que havia treinado—e depois matado—todos os outros Cavaleiros do Inferno, exceto Abaddon, que tinha escapado de sua ira. Caim se recusa a ajudá-los, mesmo deixando entrar um grupo de outros demônios para combater Dean e Crowley, que eles matam. Caim revela que ele quer vingança sobre Abaddon, visto que ela assassinou sua esposa, mas é incapaz de exprimir isso, porque ele está vinculado por sua promessa de sua esposa para não matar mais. Caim também revela que o feitiço os levou a ele porque sua Marca (a marca que Lúcifer marcou nele quando ele o transformou em um demônio) é a fonte do poder da Lâmina e ele pode transferi-la para alguém digno. Apesar das advertências de Caim de um custo desconhecido mas terrível, Dean concorda em suportar a Marca para que ele possa matar Abaddon. Cain pede para Dean matá-lo depois de matar Abaddon e manda ele e Crowley sairem, enquanto ele sozinho derrota um enxame de demônios que chegou para matá-los. Dean confronta Crowley por estar enganando e manipulando ele o tempo todo, inclusive tendo permitido que Tara fosse questionada, torturada e morta por demônios para que eles o encontrassem e Dean poderia provar ser digno de receber a Marca de Caim. No entanto, Dean não pode retaliar contra Crowley ainda, porque ele ainda precisa de Crowley para recuperar a primeira lâmina do fundo do oceano. Paralelo a esta trama está as tentativas de Sam e Castiel de colher a parte da graça de Gadreel que ainda está dentro de Sam para que eles possam usá-la para rastrear o anjo. Remover a graça faz com que Sam comece a reverter para o estado que era antes que Gadreel o possuísse, mas Sam se recusa a deixá-lo parar até obter toda a graça de que precisam, mesmo que signifique sua morte. Devido à sua própria humanidade breve, Castiel simpatiza com o desejo de Sam para compensar as pessoas que morreram das escolhas que ele, Sam e Dean fizeram, mas se recusa a arriscar a matar Sam, em vez de parar e terminar de curar Sam e eliminar toda a graça. O feitiço acaba por não ter êxito porque não obtiveram graça suficiente. Castiel parte para rastrear Metatron, que ele acredita que tem a chave para consertar tudo. |              |                                  |                     |                                    |                         |                  |                     |
| 184 | 12           | "Sharp Teeth"                    | John Showalter      | Adam Glass                         | 28 de janeiro de 2014   | 4X5062           | 2.76                |
| Depois que Garth é atingido por um carro depois de mutilar uma vaca em Grantsburg, Wisconsin, Sam e Dean chegam separadamente para investigar onde seu amigo está há meses. Recusando-se a não se lembrar de nada, Garth foge do hospital e Sam e Dean seguem-no. Eles descobrem que Garth está casado com uma lobisomem e que agora ele também é um depois de ser mordido seis meses antes numa caçada. Garth insiste que ele e sua matilha não prejudicam os humanos e coexistem pacificamente. Enquanto Sam está mais disposto a confiar em Garth, Dean não é depois de seu longo desaparecimento e devido à sua natureza suspeita. Como tudo parece estar bem, Sam e Dean são atraídos para uma armadilha pelo xerife local que também é um lobisomem e são forçados a matá-lo quando ele ataca. Procurando por Garth, Sam o encontra e sua esposa Bess desaparecida e é sequestrado por alguns membros do grupo enquanto Dean descobre que eles adoram Fenris e acreditam que quando o Ragnarök chegar, eles vão governar a humanidade. A esposa do ministro planeja assassinar Garth e Bess e enquadrar Sam e Dean para incitar o resto do grupo que está disposto a viver em paz em ação, mas Dean chega e mata os três lobisomens. Mais tarde, Garth se oferece para retornar à caça usando seus poderes novos de lobisomem para ajudar, mas Dean diz a ele para apreciar sua vida nova, tendo percebido que nem todos os lobisomens são maus. Dean tenta se recuperar Sam que concorda em voltar a caçar com Dean, mas não confia mais nele. |              |                                  |                     |                                    |                         |                  |                     |
| 185 | 13           | "The Purge"                      | Phil Sgriccia       | Eric Charmelo & Nicole Snyder      | 4 de fevereiro de 2014  | 4X5063           | 2.46                |
| Dean encontra um caso em Stillwater, Minnesota, onde um homem de 316 libras foi morto em seu carro e estava com 98 libras depois. Pensando em feitiçaria, Sam e Dean investigam, levando-os a marcas de sucção estranhas no homem e outra vítima. Depois de encontrar a mesma marca em um personal trainer, Sam e Dean vão disfarçados em um clube de saúde local, onde as pessoas misteriosamente perdem muito peso muito rápido. Enquanto degusta o pudim do clube, Dean fica drogado por flunitrazepam e eles percebem que a dona do clube é um monstro depois que Dean a pega comendo gordura refrigerada. Ao mesmo tempo que Sam e Dean enfrentam a mulher, Maritza, seu irmão Alonzo mata o marido dela depois que ele o confronta sobre os assassinatos. Maritza explica que ela e Alonzo são Pishtacos, monstros parasitas peruanos que se alimentam de gordura. Maritza montou o clube para alimentar inofensivamente a gordura humana de seus clientes sem prejudicar ninguém, mas seu irmão não estava satisfeito com isso e queria se alimentar de pessoas até a morte. Sam e Dean vão em busca de Alonzo no porão, e matam ele. Embora Dean quer matar Maritza também, Sam convence ele a não fazer isso e a mandam de volta ao Peru. Mais tarde, Dean tenta limpar o ar entre ele e Sam sobre o que ele fez para salvá-lo, mas Sam aponta que Dean fez isso por si mesmo para que ele não estaria sozinho. Quando Dean tenta afirmar que Sam faria o mesmo por ele, Sam diz que ele não faria, deixando Dean atordoado. |              |                                  |                     |                                    |                         |                  |                     |
| 186 | 14           | "Captives"                       | Jerry Wanek         | Robert Berens                      | 25 de fevereiro de 2014 | 4X5064           | 2.12                |
| Para surpresa de Sam e Dean, eles são visitados pelo fantasma de Kevin; Desde a sua morte, ele foi preso no véu entre mundos porque os espíritos foram impedidos do Céu por Metatron. Kevin descobriu que sua mãe está viva e pede que a resgatem. Sam e Dean localizam Linda em uma instalação de armazenamento em Wichita, Kansas, mas são capturados por um demônio ali, sob a aparência de um funcionário da unidade de armazenamento que está trabalhando para Crowley e mantendo Linda prisioneira. Os três conseguem se libertar e Linda recebe a satisfação de matar o próprio demônio. Ela está reunida com o fantasma de Kevin e, apesar dos riscos, decide levá-lo para casa com ela. Antes de sair, Kevin pede a Sam e Dean para deixar de lado seus problemas. Apesar de prometer que eles vão, eles vão voltar a ignorar uns aos outros quando ele se for. Enquanto isso, Castiel é capturado por Bartolomeu, e eles falam sobre quando eles trabalharam juntos durante a guerra civil do Céu e a vitória de Cas sobre Rafael. Bartolomeu então peda a ajuda de Castiel sobre seu plano de encontrar Metratron e retomar o Céu. No entanto, Castiel não concorda com os caminhos selvagens de Bartolomeu e quer acabar com os combates que está causando. Em uma luta, Castiel é forçado a matá-lo em legítima defesa. Depois, alguns dos seguidores de Bartolomeu se aproximam de Castiel para se juntar a ele em sua maneira de fazer as coisas. |              |                                  |                     |                                    |                         |                  |                     |
| 187 | 15           | "#THINMAN"                       | Jeannot Szwarc      | Jenny Klein                        | 4 de março de 2014      | 4X5066           | 1.93                |
| Em Springdale, Washington, uma adolescente que tira fotos de si mesma é morta em seu próprio quarto pelo que parece ser Thinman (um pastiche de Slender Man), algum tipo de monstro que aparece em vários vídeos e imagens de mortes não naturais. Sam e Dean encontram seus antigos rivais de caça fantasma Ed e Harry dos Ghostfacers também estão lá investigando, coletando mais histórias sobre Thinman. Sam e Dean estão confusos porque as mortes não parecem relacionadas com o sobrenatural e as fotos parecem falsas, mas então Thinman é pego na câmera assassinando um gerente de restaurante. Depois que o próprio Harry escapa por pouco de Thinman, Ed confessa que inventou Thinman para impedir que Harry saísse para levar uma vida normal como seus antigos companheiros de equipe, uma revelação que enfurece o outro homem. Sam e Dean são levados cativos por um policial local, que revela que ele e seu parceiro psicopata, um empresário que matou seu chefe, o gerente do restaurante e a garota, por razões mesquinhas, têm usado Thinman como capa para fazer uma série de assassinatos, disfarçando-se como Thinman e encenando os assassinatos como ocorrências sobrenaturais para fazer parecer que Thinman é real para alimentar a lenda. Eles planejam ter o "Thinman" matando Sam e Dean, mas quando Ed e Harry chegam, eles se distraem, permitindo que Sam e Dean se libertem e se defendam; na luta que se seguiu, Dean mata o "Thinman" e Harry é forçado a matar o policial para salvar Ed. Dean, em seguida, encobre o seu envolvimento por encenação da cena, então parece que os assassinos mataram uns aos outros. No final do episódio, Harry se recusa a perdoar Ed por sua decepção e deixa o Ghostfacers e Ed para trás para sempre. |              |                                  |                     |                                    |                         |                  |                     |
| 188 | 16           | "Blade Runners"                  | Serge Ladouceur     | Brad Buckner & Eugenie Ross-Leming | 18 de março de 2014     | 4X5065           | 1.86                |
| Crowley é viciado em sangue humano, mas depois que o demônio que ele usa para obtê-lo trai-lo para Abaddon, ele chama Sam e Dean. Crowley, Sam e Dean se uniram para localizar a Primeira Lâmina que passou entre vários proprietários desde a sua descoberta por um submarino não tripulado na Fossa das Marianas. Finalmente, eles seguem a Lâmina com um ex-Homem das Letras chamado Cuthbert Sinclair. Localizando seu covil, Sam e Dean descobrem que Magnus é um colecionador de criaturas e objetos raros, como o Lâmina e como ele precisa de Dean para usá-la, ele aprisiona ele e envia Sam para longe. Sam e Crowley conseguem voltar, mas Sam é capturado. Crowley libera Dean que mata Magnus com a Primeira Lâmina, depois que Sam percebe que a Lâmina está tendo um efeito estranho em Dean. Crowley, em seguida, leva a Lâmina já que ele não confia em Sam e Dean não matá-lo e só vai dar-lhes de volta depois de terem rastreado Abaddon. |              |                                  |                     |                                    |                         |                  |                     |
| 189 | 17           | "Mother's Little Helper"         | Misha Collins       | Adam Glass                         | 25 de março de 2014     | 4X5067           | 2.25                |
| Enquanto Dean continua a pesquisar Abaddon—algo que ele logo faz uma pausa para visitar um bar de mergulho, só para ser incomodado lá por Crowley—Sam opta por ir investigar um relatório de boas pessoas de Milton, Illinois espontaneamente se transformando em assassinos violentos. Ele conhece a ex-freira Julia Wilkinson que encontrou os Homens das Letras em circunstâncias semelhantes em 1958. Ela revela que Abaddon esteve presente em seu convento e removeu as almas das pessoas antes de encontrar Henry Winchester e Josie Sands dos Homens de Letras. Quando Abaddon estava prestes a possuir Henry, Josie persuadiu Abaddon a levá-la em seu lugar. Abaddon partiu com um Henry inconsciente com a intenção de estudar os Homens das Letras de dentro antes de destruí-los. Agora ela tem demônios trabalhando para suas almas roubando novamente para transformar essas almas em um exército de demônios. Sam mata o demônio responsável por roubar almas em Milton e libera as almas cativas para retornarem aos seus corpos. Perturbado pelo plano de Abaddon, ele está agora tão determinado quanto Dean para detê-la. |              |                                  |                     |                                    |                         |                  |                     |
| 190 | 18           | "Meta Fiction"                   | Thomas J. Wright    | Robbie Thompson                    | 15 de abril de 2014     | 4X5068           | 1.60                |
| Em Ogden, Utah, vários anjos foram abatidos por se recusarem a se juntar a Metatron, que alega que pode trazê-los de volta para o Céu. Vários anjos querem Castiel para levá-los contra ele, mas Castiel se recusa. Castiel é abordado pelo arcanjo Gabriel, que diz que ele sobreviveu e saiu do esconderijo para ser o líder contra Metatron. Castiel percebe que esta é uma ilusão criada por Metatron. Metatron vê toda a guerra dos anjos como uma história e quer que Castiel seja o vilão liderando anjos contra ele, e mesmo que ele falhe, Metatron afirma que ele o deixará de volta para o Céu e dará a Castiel uma fonte de energia para sua nova graça que irá queimar e matá-lo se ele não recarregar-la em breve. Sam e Dean capturam Gadreel, e enquanto Dean está sozinho com ele, Gadreel o provoca sobre o que Sam realmente pensa dele. Dean é fortemente tentado pela Marca de Caim para matá-lo, mas é apenas incapaz de resistir ao desejo. Metatron diz a Sam que trocará Castiel por Gadreel. No acordo, Metatron facilmente apaga fogo sagrado e apaga guarda de anjo. Ele diz que Sam e Dean não podem pará-lo, mas será divertido vê-los tentar, enquanto ele parte com Gadreel. Castiel parece aceitar sombriamente o manto de líder de um grupo de anjos como Metatron queria. |              |                                  |                     |                                    |                         |                  |                     |
| 191 | 19           | "Alex Annie Alexis Ann"          | Stefan Pleszczynski | Robert Berens                      | 22 de abril de 2014     | 4X5069           | 2.10                |
| Em Sioux Falls, Dakota do Sul, uma jovem chamada Alex é presa, mas enquanto os policiais estão fora, é atacada por um vampiro que mostra uma familiaridade com ela. A xerife Jody Mills mata o vampiro e chama Sam e Dean por ajuda. Eles descobrem que Alex foi seqUestrada há oito anos por uma "família" de vampiros liderada por Celia e que agora estão atrás dela enquanto ela fugia deles. Traçando o ninho para O'Neill, Nebraska através de um bilhete de ônibus, Sam e Dean enfrentam um dos vampiros enquanto Jody protege Alex. Antes de ser morto, o vampiro revela que Alex atrai humanos para o ninho para os vampiros se alimentar e não é inocente, afinal. Antes que Sam e Dean possam alcançá-los, a "família" ataca Jody e rapta Alex que é revelado ter fugido de culpa por suas ações. Voltando ao ninho para matar os vampiros, Sam, Dean e Jody são capturados e Jody encontra Alex transformada em um vampiro. Jody percebe que Celia raptou Alex para substituir uma filha que ela perdeu há muito tempo e admite que ela mesma vê Alex como uma maneira de lidar com sua própria família morta. Alex salva Jody que mata Celia. Ao mesmo tempo, Dean se liberta e mata os outros dois vampiros, mas mostra prazer em fazer isso, perturbando Sam. Como Alex não se alimentou, Sam e Dean são capazes de curá-la e Jody decide cuidar de Alex, desde que ela precisa dela, enquanto elas podem se relacionar, ambas perderam suas famílias inteiras. |              |                                  |                     |                                    |                         |                  |                     |
| 192 | 20           | "Bloodlines"                     | Stefan Pleszczynski | Robert Berens                      | 29 de abril de 2014     | 4X5070           | 2.03                |
| Este episódio foi um piloto backdoor para Supernatural: Bloodlines. Cinco famílias mafiosas de monstros diferentes estão governando o submundo do crime de Chicago, Illinois. Uma delas é uma família de metamorfos, dirigida por Margo Lassiter, cuja liderança é posta em causa quando seu irmão mais novo, David volta para casa para reivindicar seu lugar no negócio familiar. A outra família reinante na cidade é composta de lobisomens, liderada por Julian Duval. Os caminhos das famílias se cruzam com Sam e Dean quando se encontram com Ennis, um jovem com uma vingança pessoal contra os monstros quando sua namorada é assassinada por uma misteriosa figura com garras de prata que mata o irmão de David, Sal. Os Winchesters advertem Ennis sobre partir para o estilo de vida de caçador, mas Ennis se recusa a ouvir e começa um caminho perigoso. David revela ter um romance com Violet, a irmã lobisomem de Julian, o que poderia trazer uma guerra em grande escala entre as Cinco Famílias com os humanos presos no meio. Depois que Violet foi sequestrada, Sam, Dean, David e Ennis se uniram para salvá-la, sabendo que a coisa que matou o irmão de David e a namorada de Ennis é na verdade um homem enlouquecido com vingança pela morte de seu filho no que ele acredita ter sido nas mãos de monstros, e quer levá-los à guerra uns contra os outros. Ennis mata o homem como vingança pela morte de sua namorada e decide se tornar caçador para proteger Chicago dos monstros, apesar de um misterioso telefonema de seu pai supostamente morto, enquanto Sam e Dean devem sair devido a uma vantagem sobre Metatron. A pedido de seu pai, David se junta a sua família e impede a guerra revelando a verdade dos assassinatos a sua irmã que não está feliz com seu retorno. |              |                                  |                     |                                    |                         |                  |                     |
| 193 | 21           | "King of the Damned"             | P. J. Pesce         | Brad Buckner & Eugenie Ross-Leming | 6 de maio de 2014       | 4X5071           | 1.59                |
| Castiel chama Sam e Dean para interrogar um dos seguidores de Metatron. Sam e Dean são capazes de enganar o prisioneiro para revelar que Metatron tem um portal secreto no Céu para seus seguidores e está reunindo uma força de elite por uma razão desconhecida. Antes que eles possam tirar mais proveito dele, no entanto, ele é encontrado morto. Depois, Castiel se encontra com Gadreel e tenta convencê-lo de que Metatron está usando ele, e que seus planos não são no melhor interesse do Céu. Gadreel é cético, mas eles são então atacados por alguns dos anjos de Metatron. Castiel e Gadreel conseguem matá-los e escapar. Ao mesmo tempo, Abaddon viaja atrás no tempo a 1723 e encontra o filho de Crowley, Gavin, e o traz de volta até os dias de hoje. Crowley concorda em ajudar Abaddon a matar os Winchester e os leva para onde ele escondeu a Primeira Lâmina, mas secretamente avisa a Dean da armadilha. Depois de enviar Sam em uma perseguição de ganso selvagem, Dean confronta Abaddon sozinho e consegue matá-la, com a marca de Cain protegendo Dean dos poderes dela. Os Winchester permitem que Crowley viva, mas ele teletransporta Gavin para que ele não seja devolvido ao seu tempo para morrer. Mais tarde, Dean se recusa a ser separado da Primeira Lâmina, alegando que lhe concede uma calma e força, apesar das preocupações de Sam do que está fazendo com ele. |              |                                  |                     |                                    |                         |                  |                     |
| 194 | 22           | "Stairway to Heaven"             | Guy Norman Bee      | Andrew Dabb                        | 13 de maio de 2014      | 4X5072           | 1.74                |
| Em Dixon, Missouri, um anjo se explode em nome de Castiel, matando um dos anjos de Metatron e vários seres humanos. Isso faz com que vários anjos duvidem da liderança de Castiel, apesar de Castiel dizer que não ordenaria tais ataques. O lado de Metatron é superado em número assim que encontra Tyrus, o líder de uma facção independente dos anjos. Tyrus se recusa a se juntar a ele, dizendo que se Metatron o matasse, o resto de seus anjos se uniriam a Castiel. Nesse exato momento, outro atentado suicida ataca Metatron e a explosão mata Tyrus. Dean encontra outro bombardeiro, que acaba por ser o ceifeiro Tessa. Os outros anjos vêem Dean como um assassino selvagem e insistem que ele só fale com ela para obter respostas. Tessa diz que ela foi atormentada pela dor das almas humanas presas na Terra desde que o Céu estava fechado e embora ela fosse muito covarde para se matar antes, ela morreria feliz pela causa de Castiel; ela então se empala na Primeira Lâmina, fazendo parecer que Dean a matou. Metatron contata o lado de Castiel, dizendo que os anjos de Tyrus se juntaram a ele e Castiel não se importa com os outros anjos, só ganhando a guerra antes de morrer quando sua nova graça se queimar. Metatron oferece o resto da anistia aos anjos de Castiel se eles se juntarem a ele agora. Os anjos exigem que Castiel mate Dean para provar que ele é um líder digno, mas Castiel recusa, assim todos os seus anjos o abandonam para Metatron. Gadreel fica perturbado ao saber que Metatron planejou tudo isso lavando a mente dos homens-bomba para pensar que eles estavam morrendo por Castiel. Dean se recusa completamente a ser separado da Primeira Lâmina, mesmo que ele traz para fora uma raiva incontrolável nele. Gadreel se oferece a ajudar Castiel e os Winchester dizendo todas as informações que ele tem sobre os planos de Metatron, mas Dean ataca Gadreel com a Primeira Lâmina, forçando Sam e Castiel a conter ele. |              |                                  |                     |                                    |                         |                  |                     |
| 195 | 23           | "Do You Believe in Miracles?"    | Thomas J. Wright    | Jeremy Carver                      | 20 de maio de 2014      | 4X5073           | 2.30                |
| Depois que Dean ataca Gadreel com a Primeira Lâmina, Sam e Castiel o trancam na masmorra do bunker por medo do que a Lâmina está fazendo com ele. Gadreel revela que Metatron pretende se tornar o novo Deus e converter a humanidade para segui-lo. Como o poder que Metatron extrai da tábua dos anjos o torna imparável, Gadreel e Castiel decidem se infiltrar no Céu para quebrar a tábua e seu poder, enquanto Sam vai atrás do próprio Metatron. Dean convida Crowley, que o ajuda a escapar e começar a rastrear Metatron. Após encontrá-lo, Dean tenta lutar com Metatron, mas é facilmente derrotado. No Céu, Gadreel e Castiel são descobertos e trancados na masmorra do Céu, mas Gadreel se sacrifica para libertar Castiel e convencer o anjo Hannah a ajudá-lo. Castiel encontra e quebra a tábua dos anjo, revertendo Metatron para um anjo comum e forçá-lo a fugir antes que Sam possa matá-lo. Metatron confronta Castiel, arrogantemente dizendo que ele vai governar a humanidade e os anjos que ele vê como abaixo dele, sem saber que Castiel está transmitindo suas palavras para cada anjo na existência. Os anjos se voltam contra Metatron, o detendo e Castiel prende Metatron na masmorra do Céu, em vez de matá-lo. Enquanto os outros anjos olham para Castiel como seu líder mais uma vez, Castiel preferiria ser um anjo regular e é confrontado com o fato de que ele vai morrer em breve, a menos que ele reabastece sua graça. Dean não resiste aos seus ferimentos e morre, e enquanto Sam tenta convocar Crowley para fazer um acordo para ressuscitá-lo, Crowley visita Dean, revelando que a Marca de Caim não vai deixá-lo. Crowley lhe fala sobre como o Caim humano havia sido transformado em um demônio pela Marca após sua morte; Crowley coloca então a Primeira Lâmina nas mãos de Dean, e Dean abre seus olhos completamente negros: ele se tornou um demônio. |              |                                  |                     |                                    |                         |                  |                     |

## Produção
Em 11 de fevereiro de 2013, o presidente da The CW, Mark Pedowitz, confirmou a renovação de Supernatural para sua nona temporada. Mais tarde, em 25 de fevereiro de 2013, foi confirmado que Misha Collins retornaria como um membro do elenco regular, depois de ser um membro convidado especial nas duas temporadas anteriores. Também foi anunciado que ele dirigiria um episódio na nona temporada. O início das gravações da nona temporada começaram no dia 11 de julho de 2013 e terminaram no dia 24 de abril de 2014. Jensen Ackles não dirigiu o primeiro episódio a ser filmado da temporada — como fez nas últimas três temporadas — devido ao nascimento de sua filha, JJ Ackles. Nesta temporada, a série passou a ser exibida às terças-feiras nos Estados Unidos.
Um novo personagem chamado Ennis foi introduzido no episódio vinte desta temporada, que serviu como um piloto backdoor para Supernatural: Bloodlines. Em 8 de maio de 2014, foi anunciado que o spin-off não tinha sido aprovado pela CW.

## Recepção

### Resposta da crítica
O site agregador de avaliações Rotten Tomatoes dá à 9ª temporada uma classificação de aprovação de 100% com base em 12 avaliações, com uma pontuação média de 8.3/10. O consenso dos críticos diz: "Mesmo em sua nona temporada, Supernatural continua a emocionar e assustar enquanto move os irmãos Winchester em novas direções surpreendentes.

### Audiência
| №  | Título                           | Exibição original       | Rating/share (18–49) | Audiência (em milhões) | DVR (18–49) | Audiência em DVR (milhões) | Total (18–49) | Audiência total (em milhões) | Ref(s) |
| -- | -------------------------------- | ----------------------- | -------------------- | ---------------------- | ----------- | -------------------------- | ------------- | ---------------------------- | ------ |
| 1  | "I Think I'm Gonna Like It Here" | 8 de outubro de 2013    | 1.2/3                | 2.59                   | N/A         | N/A                        | N/A           | N/A                          | N/A    |
| 2  | "Devil May Care"                 | 15 de outubro de 2013   | 1.0/3                | 2.33                   | N/A         | N/A                        | N/A           | N/A                          | N/A    |
| 3  | "I'm No Angel"                   | 22 de outubro de 2013   | 1.1/3                | 2.34                   | N/A         | N/A                        | N/A           | N/A                          | N/A    |
| 4  | "Slumber Party"                  | 29 de outubro de 2013   | 1.1/3                | 2.19                   | N/A         | N/A                        | N/A           | N/A                          | N/A    |
| 5  | "Dog Dean Afternoon"             | 5 de novembro de 2013   | 0.9/2                | 2.15                   | 0.6         | N/A                        | 1.5           | N/A                          | [ 32 ] |
| 6  | "Heaven Can't Wait"              | 12 de novembro de 2013  | 1.1/3                | 2.36                   | N/A         | N/A                        | N/A           | N/A                          | N/A    |
| 7  | "Bad Boys"                       | 19 de novembro de 2013  | 0.9/2                | 2.01                   | 0.6         | N/A                        | 1.5           | N/A                          | [ 33 ] |
| 8  | "Rock and a Hard Place"          | 26 de novembro de 2013  | 1.1/3                | 2.39                   | 0.5         | 1.00                       | 1.6           | 3.39                         | [ 34 ] |
| 9  | "Holy Terror"                    | 3 de dezembro de 2013   | 1.1/3                | 2.42                   | N/A         | N/A                        | N/A           | N/A                          | N/A    |
| 10 | "Road Trip"                      | 14 de janeiro de 2014   | 1.0/3                | 2.21                   | 0.6         | N/A                        | 1.6           | N/A                          | [ 35 ] |
| 11 | "First Born"                     | 21 de janeiro de 2014   | 1.1/3                | 2.65                   | N/A         | N/A                        | N/A           | N/A                          | N/A    |
| 12 | "Sharp Teeth"                    | 28 de janeiro de 2014   | 1.2/3                | 2.76                   | N/A         | N/A                        | N/A           | N/A                          | N/A    |
| 13 | "The Purge"                      | 4 de fevereiro de 2014  | 1.0/3                | 2.46                   | 0.5         | N/A                        | 1.5           | N/A                          | [ 36 ] |
| 14 | "Captives"                       | 25 de fevereiro de 2014 | 1.0/3                | 2.12                   | N/A         | N/A                        | N/A           | N/A                          | N/A    |
| 15 | "#THINMAN"                       | 4 de março de 2014      | 0.9/3                | 1.93                   | 0.6         | N/A                        | 1.5           | N/A                          | [ 37 ] |
| 16 | "Blade Runners"                  | 18 de março de 2014     | 0.9/2                | 1.86                   | 0.5         | N/A                        | 1.4           | N/A                          | [ 38 ] |
| 17 | "Mother's Little Helper"         | 25 de março de 2014     | 1.0/3                | 2.25                   | 0.6         | N/A                        | 1.6           | N/A                          | [ 39 ] |
| 18 | "Meta Fiction"                   | 15 de abril de 2014     | 0.7/2                | 1.60                   | 0.5         | N/A                        | 1.2           | N/A                          | [ 40 ] |
| 19 | "Alex Annie Alexis Ann"          | 22 de abril de 2014     | 0.9/3                | 2.10                   | N/A         | N/A                        | N/A           | N/A                          | N/A    |
| 20 | "Bloodlines"                     | 29 de abril de 2014     | 1.0/3                | 2.03                   | N/A         | N/A                        | N/A           | N/A                          | N/A    |
| 21 | "King of the Damned"             | 6 de maio de 2014       | 0.8/2                | 1.59                   | N/A         | N/A                        | N/A           | N/A                          | N/A    |
| 22 | "Stairway to Heaven"             | 13 de maio de 2014      | 0.8/2                | 1.74                   | 0.4         | N/A                        | 1.2           | N/A                          | [ 41 ] |
| 23 | "Do You Believe in Miracles?"    | 20 de maio de 2014      | 1.1/3                | 2.30                   | 0.3         | 0.74                       | 1.5           | 3.10                         | [ 42 ] |

## Lançamento em DVD
| Supernatural: The Complete Ninth Season |                       |                       | | | | | | |
| Capa do DVD                             | Capa do DVD           | Capa do DVD           | Detalhes do conjunto | Detalhes do conjunto | Detalhes do conjunto | Características especiais | Características especiais | Características especiais |
|                                         |                       |                       | - 23 episódios - 4 discos (Blu-ray); 6 discos (DVD) - Audio em Inglês (Dolby Digital 5.1 Surround), Português - Hard of Hearing Legendas: Inglês - Legendas: Inglês, Chinês, Coreano, Português, Espanhol, Francês, Tailandês | - 23 episódios - 4 discos (Blu-ray); 6 discos (DVD) - Audio em Inglês (Dolby Digital 5.1 Surround), Português - Hard of Hearing Legendas: Inglês - Legendas: Inglês, Chinês, Coreano, Português, Espanhol, Francês, Tailandês | - 23 episódios - 4 discos (Blu-ray); 6 discos (DVD) - Audio em Inglês (Dolby Digital 5.1 Surround), Português - Hard of Hearing Legendas: Inglês - Legendas: Inglês, Chinês, Coreano, Português, Espanhol, Francês, Tailandês | - Men Of Letters – a Set of Featurettes - Supernatural: 2013 Comic-Con Panel - Comentários em áudio - Bastidores de Supernatural: A Fan's Perspective - apresentado por Misha Collins nos bastidores do set de Supernatural. - Cenas deletadas - Erros de gravação | - Men Of Letters – a Set of Featurettes - Supernatural: 2013 Comic-Con Panel - Comentários em áudio - Bastidores de Supernatural: A Fan's Perspective - apresentado por Misha Collins nos bastidores do set de Supernatural. - Cenas deletadas - Erros de gravação | - Men Of Letters – a Set of Featurettes - Supernatural: 2013 Comic-Con Panel - Comentários em áudio - Bastidores de Supernatural: A Fan's Perspective - apresentado por Misha Collins nos bastidores do set de Supernatural. - Cenas deletadas - Erros de gravação |
| Datas de lançamento                     |                       |                       | | | | | | |
| Região 1                                | Região 1              | Região 1              | Região 2 | Região 2 | Região 2 | Região 4 | Região 4 | Região 4 |
| 9 de setembro de 2014                   | 9 de setembro de 2014 | 9 de setembro de 2014 | 8 de junho de 2015 | 8 de junho de 2015 | 8 de junho de 2015 | 8 de outubro de 2014 | 8 de outubro de 2014 | 8 de outubro de 2014 |